# Mersim
Mersim (em turco: Mersin) é uma cidade do sul da Turquia, capital da área metropolitana e da província homónima (antigamente chamada İçel), que faz parte da região do Mediterrâneo. O conjunto dos distritos que a malha urbana da cidade ocupa, na totalidade ou parcialmente, (Akdeniz, Mezitli, Toroslar e Yenişehir) tem 1 850 km² e em dezembro de 2021 tinha 1 064 850 habitantes (densidade: 575,6 hab./km²).
No período helenístico chamou-se Zefírio (Zephyrion), nome ainda usado em grego (Ζεφύριον), que foi romanizado para Zephyrium. No século II foi rebatizada Adrianópolis ou Hadrianópolis, em honra do imperador romano Adriano (r. 117–138).